# Gesto del cuore

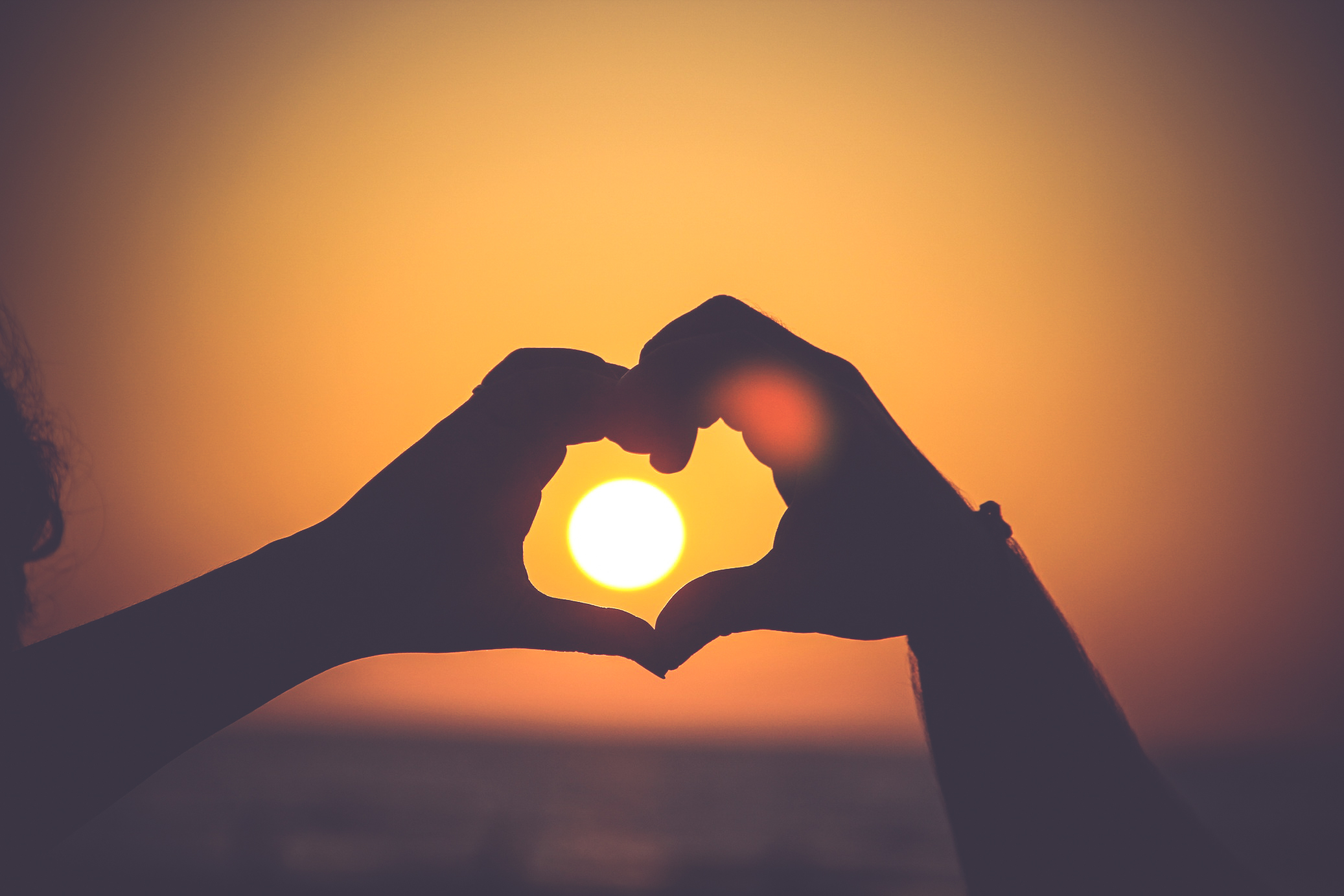
Gesto del cuore

Il gesto del cuore è un gesto informale, in cui vengono unite le dita delle mani in modo da formare simbolicamente un cuore stilizzato. Esso viene utilizzato maggiormente dai giovani e simboleggia affettività. Il gesto è stato brevettato da Google nel 2011 per una sua applicazione attraverso i Google Glass per gestire una particolare funzione nel loro utilizzo.
Esso simboleggia e viene anche usato per raffigurare lo stato emozionale degli esseri umani. Le origini del simbolo vengono fatte risalire all'epoca dell'antica Roma.
Il segno è stato originariamente diffuso da Armin van Buuren, con una accresciuta diffusione e popolarità dovuta a Taylor Swift che l'ha utilizzata nei suoi concerti e spettacoli dal vivo.
Il gesto è ampiamente usato ovunque nel mondo e viene spesso ritratto nelle fotografie.